# McCartney III
McCartney III is het 18de soloalbum van de Engelse muzikant Paul McCartney, op 18 december 2020 uitgebracht door Capitol Records. Net als de eerdere albums McCartney (1970) en McCartney II (1980) bespeelt McCartney vrijwel alle instrumenten op het album, met uitzondering van een nummer, zelf. Het album werd geprezen door muziekcritici en was ook een commercieel succes in veel landen. In een aantal landen, zoals Nederland en het Verenigd Koninkrijk, belandde het album op de eerste plaats in de ranglijsten.

## Achtergrond
Nadat de laatste concerten van zijn Freshen Up tournee waren afgelast als gevolg van de wereldwijde coronapandemie, bracht McCartney de lockdownperiode in begin 2020 door op zijn landgoed in Sussex, Engeland, samen met zijn gezin. Hij kwam veel in de muziekstudio, waar hij werkte aan verschillende nummers die hij al deels had geschreven, maar nooit had afgemaakt. Volgens McCartney was het niet zijn bedoeling om een nieuw album uit te brengen, maar had hij uiteindelijk genoeg materiaal om een album van te maken. Door de maatregelen tegen het coronavirus kon hij niet met andere muzikanten werken. Op McCartney III bespeelt Paul McCartney dus alle instrumenten en zingt hij alle stukken. De naam van het album is afgeleid van de eerdere twee albums met een soortgelijke naam, McCartney en McCartney II, die zo genoemd werden omdat McCartney zelf alle instrumenten bespeelde. Deze drie albums zijn niet de enige waar McCartney vrijwel alle instrumenten zelf bespeelt: ook op de albums Memory Almost Full en Chaos and Creation in the Backyard speelde McCartney vrijwel alle instrumenten.
McCartney liet al enkele weken voor de officiële aankondiging van het album enkele hints vallen, die gekenmerkt werden door emojis met drie dobbelstenen. Op 21 oktober kondigde McCartney het album aan, samen met het motto Made in Rockdown, dat verwijst naar de lockdownperiode waarin hij het album opnam. Het album zou aanvankelijk op 11 december 2020 worden uitgebracht, maar werd met een week vertraagd door.
McCartney nam het grootste deel van het album op in de eerste helft van 2020, op zijn boerderij in Sussex. Een van de nummers op het album, When Winter Comes, is al opgenomen in 1992, toen hij bezig was met het maken van zijn album Flaming Pie. George Martin, die ook de producer van The Beatles was, produceerde het nummer destijds.

## Inhoud
McCartney III is aan de ene kant kenmerkend voor de muziekstijl van Paul McCartney, maar aan de andere kant ook experimenteler dan eerdere albums. Het album begint met het instrumentale nummer Long Tailed Winter Bird, dat begint met een opvallende gitaarriff. Het nummer toont een experimentele kant van McCartney, die voornamelijk popnummers maakt met zang, en kan beter worden vergeleken met zijn albums onder het pseudoniem The Fireman. Het nummer kwam voort uit een intro die McCartney had gemaakt voor de muziekvideo voor When Winter Comes. Ook het nummer Deep Deep Feeling is door zijn lengte en gebruik van vele overdubs een opvallend nummer in zijn repertoire. Het album heeft ook enkele traditionele McCartney-nummers, zoals Find My Way en Pretty Boys. Het nummer Seize The Day is geschreven tijdens de lockdownperiode, en is een oproep van McCartney aan de luisteraar om ondanks de moeilijke tijd toch hoop te houden.

## Instrumenten
Paul McCartney gebruikte veel verschillende en opvallende instrumenten op het album. Zo bespeelde hij een contrabas van Bill Black, de contrabassist van Elvis Presley. Hij bespeelde ook een mellotron die gebruikt is bij opnames van The Beatles. McCartney gebruikte ook zijn beroemde Höfner vioolbas. Hij bespeelde verder onder andere piano, akoestische en elektrische gitaar, drumstel, blokfluit, en klavecimbel.

## Commercieel succes
Het album belandde in veel landen bovenaan de ranglijsten en was internationaal een groot succes. Rond kerst bereikte McCartney de eerste plaats op de ranglijsten in het Verenigd Koninkrijk. Het was zijn eerste album sinds Flowers In The Dirt (1989) dat de eerste plaats bereikte in dit land. In de Verenigde Staten bleef het album op de tweede plek hangen, onder Evermore van Taylor Swift. Ook in Europa bereikte McCartney in veel landen de top 10 met zijn nieuwe album, waaronder Nederland.

## Recensies
McCartney III deed het ook goed bij recensenten. Onder de Nederlandse recensenten kreeg McCartney bijvoorbeeld van De Volkskrant vier van de vijf sterren. Recensent Gijsbert Kramer schrijft:
Die geschiedenis indachtig is er opnieuw vooral verbazing over het gemak waarmee McCartney de ene wonderschone melodie na de andere zo ogenschijnlijk eenvoudig op elkaar laat volgen.
Ook de Amerikaanse Rolling Stone gaf McCartney vier sterren. De review prees de manier waarop McCartney elementen uit vorige albums succesvol heeft samengevoegd, waardoor het album erg veelzijdig is. Dit wordt in de review genoemd als "Ram meets Folklore", verwijzend naar het album van McCartney uit 1971 en een album van Taylor Swift uit 2020, dat geprezen werd voor zijn akoestische en simplistische stijl.

## Tracklijst
Alle nummers zijn geschreven door Paul McCartney.
| No.            | Titel                             | Lengte |
| -------------- | --------------------------------- | ------ |
| 1.             | "Long Tailed Winter Bird"         | 5:16   |
| 2.             | "Find My Way"                     | 3:54   |
| 3.             | "Pretty Boys"                     | 3:00   |
| 4.             | "Women and Wives"                 | 2:52   |
| 5.             | "Lavatory Lil"                    | 2:22   |
| 6.             | "Deep Deep Feeling"               | 8:25   |
| 7.             | "Slidin'"                         | 3:23   |
| 8.             | "The Kiss of Venus"               | 3:06   |
| 9.             | "Seize the Day"                   | 3:20   |
| 10.            | "Deep Down"                       | 5:52   |
| 11.            | "Winter Bird / When Winter Comes" | 3:12   |
| Totale lengte: | Totale lengte:                    | 44:48  |

## Muzikanten
Bron
- Paul McCartney – vrijwel alle instrumenten en alle zangstukken
- Rusty Anderson – elektrische gitaar (track 7)
- Abe Laboriel Jr. – drumstel (track 7)